# Atletismo nos Jogos Pan-Americanos de 1999 - Salto em distância feminino
A prova do salto em distância feminino nos Jogos Pan-Americanos de 1999 foi realizada em 24 de julho de 1999.

## Medalhistas
| Ouro                     | Prata                           | Bronze                      |
| Maurren Maggi BRA Brasil | Angela Brown USA Estados Unidos | Elva Goulbourne JAM Jamaica |

### Final
| Posição           | Nome                  | Nacionalidade                | Marca | Notas |
| ----------------- | --------------------- | ---------------------------- | ----- | ----- |
| Medalha de ouro   | Maurren Maggi         | BRA Brasil                   | 6.59  |       |
| Medalha de prata  | Angela Brown          | USA Estados Unidos           | 6.51  |       |
| Medalha de bronze | Elva Goulbourne       | JAM Jamaica                  | 6.41  |       |
| 4                 | Vanessa Monar-Enweani | CAN Canadá                   | 6.37  |       |
| 5                 | LaShonda Christopher  | USA Estados Unidos           | 6.30  |       |
| 6                 | Lissete Cuza          | CUB Cuba                     | 6.29  |       |
| 7                 | Jackie Edwards        | BAH Bahamas                  | 6.20  |       |
| 8                 | Flora Hyacinth        | ISV Ilhas Virgens Americanas | 6.18  |       |
| 9                 | Luciana dos Santos    | BRA Brasil                   | 6.13  |       |
| 10                | Mónica Falcioni       | URU Uruguai                  | 6.03  |       |
| 11                | Andrea Ávila          | ARG Argentina                | 6.03  |       |
| 12                | Gilda Massa           | PER Peru                     | 5.99  |       |
| 13                | Michelle Baptiste     | LCA Santa Lúcia              | 5.92  |       |